# Sally Brock
Sally Brock (ur. 1953 w Wiltshire, Anglia) – brydżystka reprezentująca Anglię oraz Wielką Brytanię, World Grand Master w kategorii Kobiet (WBF), European Champion w kategorii Kobiet oraz European Grand Master (EBL).
Występowała również jako Sally Sowter (do roku 1981) oraz jako Sally Horton (w latach 1982..1993).
Jest autorką wielu książek brydżowych. Część z nich została przetłumaczona na język polski. Pracuje jako edytor w wydawnictwie brydżowym.

## Wyniki brydżowe

### Olimpiady
Na olimpiadach uzyskała następujące rezultaty:
| Olimpiady brydżowe. Zawody teamów | Olimpiady brydżowe. Zawody teamów | Olimpiady brydżowe. Zawody teamów | Olimpiady brydżowe. Zawody teamów | Olimpiady brydżowe. Zawody teamów | Olimpiady brydżowe. Zawody teamów |
| Rok                               | Miejsce                           | Zawody                            | Kategoria                         | Drużyna                           | Pozycja                           |
| --------------------------------- | --------------------------------- | --------------------------------- | --------------------------------- | --------------------------------- | --------------------------------- |
| 2012                              | Lille                             | 2. Olimpiada Sportów Umysłowych   | Kobiety                           | England                           | 1                                 |
| 2008                              | Pekin                             | 1. Olimpiada Sportów Umysłowych   | Kobiety                           | England                           | 1                                 |
| 2004                              | Stambuł                           | 12. Olimpiada Teamów              | Kobiety                           | England                           | 3                                 |
| 2000                              | Maastricht                        | 11. Olimpiada Brydżowa            | Miksty                            | Hacket                            | 5                                 |
| 1984                              | Seattle                           | 7. Olimpiada Teamów               | Kobiety                           | Great Britain                     | 2                                 |
| 1980                              | Valkenburg                        | 6. Olimpiada Teamów               | Kobiety                           | Great Britain                     | 3                                 |

### Zawody światowe
W światowych zawodach zdobyła następujące lokaty:
| Mistrzostwa Świata. Konkurencja teamów | Mistrzostwa Świata. Konkurencja teamów | Mistrzostwa Świata. Konkurencja teamów | Mistrzostwa Świata. Konkurencja teamów | Mistrzostwa Świata. Konkurencja teamów | Mistrzostwa Świata. Konkurencja teamów |
| Rok                                    | Miejsce                                | Zawody                                 | Kategoria                              | Drużyna                                | Pozycja                                |
| -------------------------------------- | -------------------------------------- | -------------------------------------- | -------------------------------------- | -------------------------------------- | -------------------------------------- |
| 2014                                   | Sanya                                  | 14. Seria Mistrzostw Świata            | Kobiety                                | Baker                                  | 1                                      |
| 2013                                   | Nusa Dua                               | 41. Mistrzostwa Świata Teamów          | Kobiety                                | England                                | 2                                      |
| 2011                                   | Pekin                                  | SportAccord World Mind Games           | Kobiety                                | Great Britain                          | 2                                      |
| 2011                                   | Veldhoven                              | 40. Mistrzostwa Świata Teamów          | Kobiety                                | England                                | 4                                      |
| 2010                                   | Filadelfia                             | 13. Seria Mistrzostw Świata            | Kobiety                                | Moss                                   | 5                                      |
| 2005                                   | Estoril                                | 37. Mistrzostwa Świata Teamów          | Kobiety                                | England                                | 5                                      |
| 2002                                   | Montreal                               | 11. Mistrzostwa Świata                 | Open                                   | Courtney                               | 129                                    |
| 2001                                   | Paryż                                  | 35. Mistrzostwa Świata Teamów          | Kobiety                                | England                                | 7                                      |
| 1985                                   | São Paulo                              | 27. Mistrzostwa Świata Teamów          | Kobiety                                | Great Britain                          | 1                                      |
| 1981                                   | Nowy Jork                              | 25. Mistrzostwa Świata Teamów          | Kobiety                                | Great Britain                          | 1                                      |

| Mistrzostwa Świata. Konkurencja par | Mistrzostwa Świata. Konkurencja par | Mistrzostwa Świata. Konkurencja par | Mistrzostwa Świata. Konkurencja par | Mistrzostwa Świata. Konkurencja par | Mistrzostwa Świata. Konkurencja par |
| Rok                                 | Miejsce                             | Zawody                              | Kategoria                           | Partner                             | Pozycja                             |
| ----------------------------------- | ----------------------------------- | ----------------------------------- | ----------------------------------- | ----------------------------------- | ----------------------------------- |
| 2011                                | Pekin                               | SportAccord World Mind Games        | Kobiety                             | Nicola Smith                        | 7                                   |
| 2010                                | Filadelfia                          | 13. Mistrzostwa Świata              | Miksty                              | David Gold                          | 105                                 |
| 2006                                | Werona                              | 12. Mistrzostwa Świata              | Kobiety                             | Heather Dhondy                      | 6                                   |
| 2002                                | Montreal                            | 11. Mistrzostwa Świata              | Miksty                              | Raymond Brock                       | 70                                  |
| 2002                                | Montreal                            | 11. Mistrzostwa Świata              | Kobiety                             | Margaret James-Courtney             | 28                                  |
| 1986                                | Miami Beach                         | 7. Mistrzostwa Świata               | Kobiety                             | Sandra Landy                        | 3                                   |
| 1982                                | Biarritz                            | 6. Mistrzostwa Świata               | Kobiety                             | Sandra Landy                        | 3                                   |
| 1982                                | Biarritz                            | 6. Mistrzostwa Świata               | Miksty                              | Mark Horton                         | 23                                  |
| 1978                                | Nowy Orlean                         | 5. Mistrzostwa Świata               | Kobiety                             | Rita Oldroyd                        | 7                                   |
| 1978                                | Nowy Orlean                         | 5. Mistrzostwa Świata               | Miksty                              | Anthony Sowter                      | 6                                   |

| Mistrzostwa Świata. Konkurencja indywidualna | Mistrzostwa Świata. Konkurencja indywidualna | Mistrzostwa Świata. Konkurencja indywidualna | Mistrzostwa Świata. Konkurencja indywidualna | Mistrzostwa Świata. Konkurencja indywidualna | Mistrzostwa Świata. Konkurencja indywidualna |
| Rok                                          | Miejsce                                      | Zawody                                       | Kategoria                                    | Pozycja                                      |                                              |
| -------------------------------------------- | -------------------------------------------- | -------------------------------------------- | -------------------------------------------- | -------------------------------------------- | -------------------------------------------- |
| 2011                                         | Pekin                                        | SportAccord World Mind Games                 | Kobiety                                      | 14                                           |                                              |
| 1994                                         | Paryż                                        | 2. Indywidualne Mistrzostwa Świata           | Kobiety                                      | 16                                           |                                              |
| 1992                                         | Paryż                                        | 1. Indywidualne Mistrzostwa Świata           | Kobiety                                      | 4                                            |                                              |

### Zawody europejskie
W europejskich zawodach zdobyła następujące lokaty:
| Zawody europejskie. Konkurencja teamów | Zawody europejskie. Konkurencja teamów | Zawody europejskie. Konkurencja teamów | Zawody europejskie. Konkurencja teamów | Zawody europejskie. Konkurencja teamów | Zawody europejskie. Konkurencja teamów |
| Rok                                    | Miejsce                                | Zawody                                 | Kategoria                              | Drużyna                                | Pozycja                                |
| -------------------------------------- | -------------------------------------- | -------------------------------------- | -------------------------------------- | -------------------------------------- | -------------------------------------- |
| 2013                                   | Ostenda                                | 6. Otwarte Mistrzostwa Europy          | Miksty                                 | White Star                             | 66                                     |
| 2012                                   | Dublin                                 | 51. Mistrzostwa Europy Teamów          | Kobiety                                | England                                | 1                                      |
| 2010                                   | Ostenda                                | 50. Mistrzostwa Europy Teamów          | Kobiety                                | England                                | 5                                      |
| 2009                                   | San Remo                               | 4. Otwarte Mistrzostwa Europy          | Kobiety                                | Penfold                                | 5                                      |
| 2005                                   | Teneryfa                               | 2. Otwarte Mistrzostwa Europy          | Kobiety                                | Weber                                  | 2                                      |
| 2004                                   | Malmö                                  | 47. Mistrzostwa Europy Teamów          | Kobiety                                | England                                | 7                                      |
| 2003                                   | Mentona                                | 1. Otwarte Mistrzostwa Europy          | Kobiety                                | Smith                                  | 9                                      |
| 2001                                   | Teneryfa                               | 45. Mistrzostwa Europy Teamów          | Kobiety                                | England                                | 1                                      |
| 1993                                   | Mentona                                | 41. Mistrzostwa Europy Teamów          | Kobiety                                | Great Britain                          | 6                                      |
| 1992                                   | Ostenda                                | 2. Mistrzostwa Europy Mikstów          | Miksty                                 | Mitchel                                | 67                                     |
| 1989                                   | Turku                                  | 39. Mistrzostwa Europy Teamów          | Kobiety                                | Great Britain                          | 6                                      |
| 1987                                   | Brighton                               | 38. Mistrzostwa Europy Teamów          | Kobiety                                | Great Britain                          | 3                                      |
| 1985                                   | Salsomaggiore                          | 37. Mistrzostwa Europy Teamów          | Kobiety                                | Great Britain                          | 2                                      |
| 1983                                   | Wiesbaden                              | 36. Mistrzostwa Europy Teamów          | Kobiety                                | Great Britain                          | 3                                      |
| 1981                                   | Birmingham                             | 35. Mistrzostwa Europy Teamów          | Kobiety                                | Great Britain                          | 1                                      |
| 1979                                   | Lozanna                                | 34. Mistrzostwa Europy Teamów          | Kobiety                                | Great Britain                          | 1                                      |

| Zawody europejskie. Konkurencja par | Zawody europejskie. Konkurencja par | Zawody europejskie. Konkurencja par | Zawody europejskie. Konkurencja par | Zawody europejskie. Konkurencja par | Zawody europejskie. Konkurencja par |
| Rok                                 | Miejsce                             | Zawody                              | Kategoria                           | Partner                             | Pozycja                             |
| ----------------------------------- | ----------------------------------- | ----------------------------------- | ----------------------------------- | ----------------------------------- | ----------------------------------- |
| 2013                                | Ostenda                             | 6. Otwarte Mistrzostwa Europy       | Miksty                              | Barry Myers                         | 12                                  |
| 2013                                | Ostenda                             | 6. Otwarte Mistrzostwa Europy       | Kobiety                             | Anita Sinclair                      | 18                                  |
| 2009                                | San Remo                            | 4. Otwarte Mistrzostwa Europy       | Kobiety                             | Nicola Smith                        | 19                                  |
| 2005                                | Teneryfa                            | 2. Otwarte Mistrzostwa Europy       | Kobiety                             | Margaret James-Courtney             | 17                                  |
| 1992                                | Ostenda                             | 2. Mistrzostwa Europy Mikstów       | Mikst                               | M.W. Mitchell                       | 101                                 |
| 1987                                | Brighton                            | 4. Mistrzostwa Europy Par           | Kobiety                             | Sandra Landy                        | 6                                   |

## Klasyfikacja
- Sally Brock – klasyfikacja WBF (ang.)
- Sally Brock – klasyfikacja EBL (ang.)